# Художня гімнастика на Літній універсіаді 2013
Змагання із художньої гімнастики на XXVII Всесвітньої літній Універсіаді пройшли з 7 по 10 липня 2013 року у Казані, Росія.

## Медалі

### Загальний медальний залік
| Місце  | Країна               | Золото | Срібло | Бронза | Загалом |
| ------ | -------------------- | ------ | ------ | ------ | ------- |
| 1      | Росія (RUS)          | 8      | 2      | 0      | 10      |
| 2      | Україна (UKR)        | 0      | 3      | 6      | 9       |
| 3      | Японія (JPN)         | 0      | 2      | 1      | 3       |
| 4      | Білорусь (BLR)       | 0      | 1      | 0      | 1       |
| 4      | Південна Корея (KOR) | 0      | 1      | 0      | 1       |
| 6      | Болгарія (BUL)       | 0      | 0      | 1      | 1       |
| Всього | Всього               | 8      | 9      | 8      | 25      |

### = Медаісти

#### Індивідуальні змагання
| Індивідуальне багатоборство | Маргарита Мамун · Росія (RUS)      | Олександра Меркулова · Росія (RUS)  | Ганна Різатдінова · Україна (UKR) |  |  |  |
|                             |                                    |                                     |                                   |  |  |  |
| Обруч                       | Маргарита Мамун · Росія (RUS)      | Мелітіна Станоута · Білорусь (BLR)  | Аліна Максименко · Україна (UKR)  |  |  |  |
| Обруч                       | Маргарита Мамун · Росія (RUS)      | Мелітіна Станоута · Білорусь (BLR)  | Ганна Різатдінова · Україна (UKR) |  |  |  |
| М'яч                        | Олександра Меркулова · Росія (RUS) | Сон Йон Джае · Південна Корея (KOR) | Ганна Різатдінова · Україна (UKR) |  |  |  |
| Булави                      | Маргарита Мамун · Росія (RUS)      | Аліна Максименко · Україна (UKR)    | Не вручалась                      |  |  |  |
| Булави                      | Маргарита Мамун · Росія (RUS)      | Ганна Різатдінова · Україна (UKR)   | Не вручалась                      |  |  |  |
| Стрічки                     | Маргарита Мамун · Росія (RUS)      | Олександра Меркулова · Росія (RUS)  | Сильва Мітева · Болгарія (BUL)    |  |  |  |

#### Групові змагання
| Групове багатоборство              | Росія (RUS) · Анастасія Близнюк · Ксенія Дудкіна · Ольга Іліна · Анастасія Максимова · Анастасія Назаренко · Олена Ромаченко | Україна (UKR) · Олена Дмитраш · Євгенія Гомон · Олександра Грідасова · Валерія Гудим · Вікторія Мазур · Світлана Прокопова | Японія (JPN) · Юкарі Хатано · Еріка Коґа · Наомі Кумазава · Ріна Міура · Аяно Сато · Аюмі Юса                              |  |  |  |
|                                    | | | |  |  |  |
| Групові вправи 10 булав            | Росія (RUS) · Анастасія Близнюк · Ксенія Дудкіна · Ольга Іліна · Анастасія Максимова · Анастасія Назаренко · Олена Ромаченко | Японія (JPN) · Юкарі Хатано · Еріка Коґа · Наомі Кумазава · Ріна Міура · Аяно Сато · Аюмі Юса                              | Україна (UKR) · Олена Дмитраш · Євгенія Гомон · Олександра Грідасова · Валерія Гудим · Вікторія Мазур · Світлана Прокопова |  |  |  |
| Групові вправи 3 м'ячі і 2 стрічки | Росія (RUS) · Анастасія Близнюк · Ксенія Дудкіна · Ольга Іліна · Анастасія Максимова · Анастасія Назаренко · Олена Ромаченко | Японія (JPN) · Юкарі Хатано · Еріка Коґа · Наомі Кумазава · Ріна Міура · Аяно Сато · Аюмі Юса                              | Україна (UKR) · Олена Дмитраш · Євгенія Гомон · Олександра Грідасова · Валерія Гудим · Вікторія Мазур · Світлана Прокопова |  |  |  |